# Liu Song Houfeidi
Liu Song Houfeidi (463-477) was keizer van China van 472 tot 477. Zijn persoonlijke naam was Liu Yu (劉昱). Hij was de zoon van keizer Ming (r.466-472).

## Biografie
Houfeidi was nog geen tien jaar toen zijn vader stierf. Zijn vader, keizer Ming had zo wat zijn ganse familie uitgemoord, behalve een broer Liu Xiufan, die hij onbenullig vond. Dit was een misrekening, want Liu Xiufan kwam bij de aanstelling van Houfeidi in opstand. Generaal Xiao Daocheng slaagde er in Liu Xiufan uit te schakelen en werd zo de vertrouwensman van Houfeidi.
Tegen 477 was de veertienjarige Houfeidi totaal onberekenbaar geworden. Hij had er zijn plezier in het paleis te verlaten omringd door een bewakingscorps en schoot alles wat bewoog, mens en dier, neer. Had hij een dag niet gemoord dan was hij depressief. Het verhaal gaat dat hij persoonlijk zijn slachtoffers opensneed.
Op zekere dag was ook Xiao Daocheng letterlijk de schietschijf voor keizer Houfeidi. Hij wou weten of hij de navel van Xiao zou kunnen treffen met een pijl. Na dit incident, dat Xiao overleefde, liet hij keizer Houfeidi uit de weg ruimen en verving hem door zijn tienjarige broer Liu Zhun (劉準), postuum bekend als keizer Shun (r.477-479). 
In de twee jaar die volgden, trok Xiao Daocheng alle macht naar zich toe en zij die hem in weg stonden, schakelde hij uit. In 479 riep hij zichzelf uit tot keizer Gao, dit betekende het einde van de Liu Song-dynastie en het begin van de Zuidelijke Qi-dynastie (479-502).